# Jabreilles-les-Bordes
 Jabreilles-les-Bordes  (en occitano Jabrelhas las Bòrdas) es una población y comuna francesa, situada en la región de Lemosín, departamento de Alto Vienne, en el distrito de Limoges y cantón de Laurière.

## Demografía
| 357 | 273 | 250 | 211 | 203 | 229 | 268 |
| Para los censos de 1962 a 1999 la población legal corresponde a la población sin duplicidades (Fuente: INSEE [Consultar]) |     |     |     |     |     |     |